# Violine (bande dessinée)
Pour l’article homonyme, voir Violine.
Violine est l'héroïne et le titre d'une série de bande dessinée créée par Tronchet et Fabrice Tarrin en 2001. Ses cinq volumes ont été publiés dans l'hebdomadaire Spirou ainsi que dans la revue mensuelle Les Aventuriers, puis édités en albums par Dupuis de 2001 à 2007. Jean-Marc Krings a remplacé Tarrin au dessin au milieu du troisième volume à la suite d'un différend opposant les deux auteurs. 
Lorsque l'éditeur ne donne pas suite au premier cycle, Jean-Marc Krings a déjà dessiné les 20 premières planches du prochain tome. Ces dernières sont néanmoins publiées en noir et blanc à quelques centaines d'exemplaires.
La série reprend en 2018 chez Casterman, pour un deuxième cycle intitulé « Le 3e Œil », avec des dessins de Baron Brumaire.

## Synopsis
Dans le premier cycle « africain », Violine est une petite fille un peu spéciale : elle a de grands yeux violets sans pupille et le pouvoir de lire dans les pensées des gens simplement en les regardant dans le blanc des yeux.
Elle vit seule dans une grande demeure bourgeoise avec sa mère. Selon celle-ci, son père est décédé. Violine est cependant convaincue du contraire. Elle se met donc en tête de partir à sa recherche, et voyage clandestinement à bord d'un bateau jusqu'au pays du Zongo, où il se trouverait apparemment. On apprend par la suite que son père a les mêmes yeux sans pupille qu'elle (à la différence qu'ils sont jaunes) et la même capacité de lire dans les pensées.
Dans le deuxième cycle « indien », Violine a grandi. C'est maintenant une adolescente rebelle et incontrôlable. Elle a toujours le don de lire dans les pensées, mais ne l'utilise pas toujours à bon escient. Jusqu'au jour où elle est confrontée à un jeune Indien muet venu d'un pays qu'on dit maudit. Elle seule peut percer son secret.

## Personnages
- Violine est une petite fille (dix ans et demi) un peu spéciale : elle a de grands yeux violets sans pupille et le pouvoir de lire dans les pensées des gens simplement en les regardant dans le blanc des yeux. Au début, prisonnière d'une éducation stricte, elle ne sait pas quoi faire de son pouvoir, jusqu'à ce qu'elle se mette en tête de retrouver son père - supposé mort - au Zongo. Au passage, elle va mettre fin à une dictature féroce et contrarier les plans d'une multinationale sans scrupules.
- Marushka est la mère supposée de Violine. Elle est également la seule à résister à son pouvoir. C'est une mégère acariâtre, autoritaire et obsédée jusqu'à l'absurde par l'hygiène. Elle habite une grande maison bourgeoise remplie de robots domestiques. On apprendra qu'elle est sa marâtre et elle a voulu supprimer Violine, car c'est une antagoniste.
- Belphégor est une souris blanche que Violine sauve d'une mort certaine dans le premier tome et qui l'accompagne depuis. Très intelligent, le rongeur tire plusieurs fois sa maîtresse de situations périlleuses.
- François est le père de Violine. Comme sa fille, il est capable de lire dans l'esprit des gens en les regardant dans les yeux. Seule différence avec Violine : ses pupilles sont jaunes. Il n'apparaît qu'à la fin du troisième tome.
- Sauveur est un opposant politique au régime en place au Zongo. Grâce à Violine, il devient président avant d'être chassé du pouvoir par un coup d'État. Il a une famille nombreuse.
- Kombo est un marabout à l'intelligence inversement proportionnelle à son excentricité.
- La vraie mère de Violine est blonde. Elle est apparue après que François a dévoilé l'imposture de Marushka.
- Le colonel Muller obéit aux ordres de Marushka pour contrer Violine. Il perdra ses bras à cause des crocodiles, et se fera greffer des bras cybernétiques. Lorsqu'il échoue dans sa mission, Marushka le séquestre dans la cave de sa propriété. Il devient ensuite l'allié de Violine après que celle-ci l'ait délivré.
- Le trio de marins abandonne Violine en haute mer, à bord d'un canot pneumatique, après l'avoir découverte dans la cale de leur bateau. Ils sont ensuite arrêtés après leur échouage sur les côtes mazoutées du Zongo, avant d'être recrutés par les antagonistes.
- Yvan Kaspoff est un automobiliste malintentionné qui tente de kidnapper Violine, mais échoue. Plus tard, Violine l'oblige à l'amener aux docks en le menaçant de le dénoncer aux autorités.

## Albums

### Premier cycle «africain»
- 1 Les Yeux de la tête[4], Dupuis, Marcinelle, 2001
Scénario : Tronchet et Fabrice Tarrin - Dessin et couleurs : Fabrice Tarrin
- 2 Le Mauvais œil, Dupuis, Marcinelle, 2002
Scénario : Tronchet et Fabrice Tarrin - Dessin : Fabrice Tarrin - Couleurs : Audre Jardel
- 3 Le bras de fer, Dupuis, Marcinelle, 2006
Scénario : Tronchet et Fabrice Tarrin - Dessin : Fabrice Tarrin et Jean-Marc Krings - Couleurs : Cyril Lieron
- 4 La caverne de l'oubli, Dupuis, Marcinelle, 2006
Scénario : Tronchet - Dessin : Jean-Marc Krings - Couleurs : Cyril Lieron
- 5 La Maison piège, Dupuis, Marcinelle, 2007
Scénario : Tronchet - Dessin : Jean-Marc Krings - Couleurs : Cyril Lieron
- 6  Le sommeil empoisonné (inachevé), La Vache qui Médite, 2013
Scénario : Tronchet - Dessin : Jean-Marc Krings
- 6  Le sommeil empoisonné (inachevé), Forbidden Zone, 2013
Scénario : Tronchet - Dessin : Jean-Marc Krings

### Deuxième cycle «indien»
- 1  Le 3e œil - Le sommeil empoisonné, Casterman, 2018
Scénario : Tronchet - Dessin : Baron Brumaire